# Arnoglossus brunneus
Arnoglossus brunneus är en fiskart som först beskrevs av Fowler, 1934.  Arnoglossus brunneus ingår i släktet Arnoglossus och familjen tungevarsfiskar. IUCN kategoriserar arten globalt som otillräckligt studerad. Inga underarter finns listade i Catalogue of Life.